# Odontopyge ollieri
Odontopyge ollieri är en mångfotingart som beskrevs av Filippo Silvestri 1907. Odontopyge ollieri ingår i släktet Odontopyge och familjen Odontopygidae. Inga underarter finns listade i Catalogue of Life.